# PES 2008
PES 2008 (sottotitolato Pro Evolution Soccer) è un videogioco calcistico prodotto da Konami e facente parte della serie PES. In quell'anno il gioco è stato lanciato su PlayStation 3, Xbox 360, PlayStation 2, e Microsoft Windows il 26 ottobre 2007, per Nintendo DS, PlayStation Portable e Wii a marzo 2008.
Il primo obiettivo di questo gioco è stato di aggiornare il motore grafico di nuova generazione per rendere ancora più realistiche le animazioni e confermare la fluidità e la velocità dei movimenti delle versioni precedenti, anche se la sostanziale differenza dal precedente episodio riguarda la giocabilità, senza molti altri cambiamenti a livello grafico. Oltre a ciò, Konami ha riproposto ancora le versioni con motore grafico di vecchia generazione, più adatto a sistemi da gioco come PlayStation 2, PlayStation Portable e le ultime due console di Nintendo, il Nintendo DS e il Wii, delle quali sfrutterà i peculiari sistemi di controllo.
Il gioco implementa un nuovo algoritmo per la gestione dell'intelligenza artificiale dei calciatori controllati dal computer, chiamato Teamvision: il gioco è in grado di adattarsi al fruitore in modo da prevedere le sue mosse e costringerlo a cambiare continuamente tattica per riuscire a vincere. Gianluigi Buffon è stato scelto come testimonial per apparire sulla copertina italiana di PES 2008, a fianco di Cristiano Ronaldo (presente in tutte le versioni).
Una versione demo per Xbox 360 è stata pubblicata circa un mese prima dell'uscita ufficiale del gioco, come si può leggere sul sito ufficiale di Konami, mentre per PC è uscita solo qualche giorno dopo, precisamente, il 26 settembre 2007. Inaspettatamente il 1º novembre 2007 è uscita la demo per console Playstation 3.

## Nuove caratteristiche per la versione Wii
La versione Wii del gioco (ribattezzata Winning Eleven Play Maker 2008 in Giappone) presenta sostanziali differenze rispetto alle altre. Il gameplay di base è centrato sul puntare il Wiimote allo schermo e direzionare i giocatori tramite il cursore su schermo, passando la palla premendo un tasto su un giocatore o sullo spazio desiderato. Inoltre, questa versione sostituisce la Master League con la Champions Road, che permette al giocatore di viaggiare in tutta Europa e ottenere giocatori dalle squadre sconfitte.

## Campionati e squadre giocabili
Nel gioco sono presenti 4 campionati con licenza ufficiale: la Serie A, la Ligue 1, l'Eredivisie e la Primera División. Per la Premier League gli unici club con licenza sono Tottenham e Newcastle Utd. Inoltre nella sezione altre leghe sono presenti le maggiori squadre che non hanno un campionato come il Celtic, i Rangers, il Bayern Monaco, il Boca Juniors e la Dinamo Kiev. Tantissime sono invece le nazionali presenti di cui non tutte, però, hanno le licenze ufficiali. Tra le nazionali con licenza troviamo i Paesi Bassi, l'Italia, la Scozia, la Francia, il Brasile, il Portogallo e l'Inghilterra.
Altri
| - Bayern Múnich - Anderlecht - Brujas - Dinamo Zagreb - Copenhague - Celtic - Rangers - HJK Helsinki - AEK Atenas - Olympiacos | - Panathinaikos - Rosenborg - Wisła Kraków - Sporting de Lisboa - Benfica - Porto - Lokomotiv Moscow - Spartak Moscú - Estrella Roja - AIK Solna | - Hammarby IF - IFK Göteborg - Helsingborgs IF - Basel - Beşiktaş - Fenerbahçe - Galatasaray - Dynamo Kiev - River Plate - Internacional |

### Nomi delle squadre di Premier League
- North London---> Arsenal
- West Midlands Village---> Aston Villa
- West Midlands City---> Birmingham City
- Lancashire---> Blackburn
- Middlebrook---> Bolton Wanderers
- London FC ---> Chelsea
- Derbyshire---> Derby County
- Merseyside Blue---> Everton
- Merseyside Red---> Liverpool
- West London White---> Fulham
- Man Blue---> Manchester City
- Man Red---> Manchester United
- Teeside---> Middlesbrough
- Newcastle United
- Pompy---> Portsmouth
- Berkshire Blues---> Reading
- Wearside---> Sunderland
- Tottenham Hotspur
- East London---> West Ham United
- Lancashire Athletic---> Wigan

### Squadre nazionali
Europa
- Austria
- Belgio
- Bulgaria
- Croazia
- Danimarca
- Finlandia
- Francia
- Galles
- Germania
- Grecia
- Inghilterra
- Italia
- Irlanda
- Irlanda del Nord
- Israele
- Norvegia
- Paesi Bassi
- Polonia
- Portogallo
- Rep. Ceca
- Romania
- Russia
- Scozia
- Serbia
- Slovenia
- Slovacchia
- Spagna
- Svezia
- Svizzera
- Turchia
- Ungheria
- Ucraina

Africa
- Angola
- Camerun
- Costa d'Avorio
- Ghana
- Nigeria
- Sudafrica
- Togo
- Tunisia

Nord America
- Costa Rica
- Messico
- Stati Uniti
- Trinidad e Tobago

Sud America
- Argentina
- Brasile
- Cile
- Colombia
- Ecuador
- Paraguay
- Perù
- Uruguay

Asia
- Arabia Saudita
- Australia
- Corea del Sud
- Iran
- Giappone

Squadre classiche
- Argentina classica
- Brasile classico
- Francia classico
- Germania classico
- Inghilterra classico
- Italia classico
- Paesi Bassi classico

## Stadi confermati
Versione PS2
| #  | Stadio               | Vero nome                       | Continente  | Bandiera                  | Squadra                |
| -- | -------------------- | ------------------------------- | ----------- | ------------------------- | ---------------------- |
| 1  | Red Caldron          | Anfield                         | Europa      | Inghilterra (bandiera)    | Liverpool              |
| 2  | Magpie Park          | St James' Park                  | Europa      | Inghilterra (bandiera)    | Newcastle United       |
| 3  | Lutecia Park         | Parc des Princes                | Europa      | Francia (bandiera)        | Paris Saint-Germain    |
| 4  | Massilia Stadium     | Stade Vélodrome                 | Europa      | Francia (bandiera)        | Olympique de Marseille |
| 5  | Borussia Stadium     | Westfalenstadion                | Europa      | Germania (bandiera)       | Borussia Dortmund      |
| 6  | Hauptstadtstadion    | Berlin Olympiastadion           | Europa      | Germania (bandiera)       | Hertha BSC Berlin      |
| 7  | Blautraum Stadion    | Schüco Arena                    | Europa      | Germania (bandiera)       | Arminia Bielefeld      |
| 8  | Orange Arena         | Amsterdam Arena                 | Europa      | Paesi Bassi (bandiera)    | Ajax                   |
| 9  | Rotterdam Stadion    | Feijenoord Stadion              | Europa      | Paesi Bassi (bandiera)    | Feyenoord              |
| 10 | Catalonia Stadium    | Camp Nou                        | Europa      | Spagna (bandiera)         | Barcellona             |
| 11 | Estadio Palo         | Estadio Mestalla                | Europa      | Spagna (bandiera)         | Valencia CF            |
| 12 | Stockholm Arena      | Råsunda                         | Europa      | Svezia (bandiera)         | Nazionale Svedese      |
| 13 | Cuito Cuanavale      | Kings Park Stadium              | Africa      | Sudafrica (bandiera)      | Golden Arrows          |
| 14 | Diamond Stadium      | Newlands Stadium                | Africa      | Sudafrica (bandiera)      | Ajax Cape Town         |
| 15 | Estadio Gran Chaco   | Estadio Alberto J. Armando      | Sud America | Argentina (bandiera)      | Boca Juniors           |
| 16 | Amerigo Atlantis     | Estadio Nacional de Chile       | Sud America | Cile (bandiera)           | Chile                  |
| 17 | Nakhon Ratchasima    | King Fahd International Stadium | Asia        | Arabia Saudita (bandiera) | Arabia Saudita         |
| 18 | Kanji Dome           | Sapporo Dome                    | Asia        | Giappone (bandiera)       | Consadole Sapporo      |
| 19 | Dietro Monte Stadium | Kashima Stadium                 | Asia        | Giappone (bandiera)       | Kashima Antlers        |
| 20 | Porto Folio          | Nissan Stadium                  | Asia        | Giappone (bandiera)       | Yokohama F. Marinos    |
| 21 | Queens Land Park     | Nagai Stadium                   | Asia        | Giappone (bandiera)       | Cerezo Osaka           |
| 22 | Haze Hills           | Olympic Stadium                 | Asia        | Giappone (bandiera)       | None                   |
| 23 | Occhio Del Mar       | Ōita Stadium                    | Asia        | Giappone (bandiera)       | Oita Trinita           |
| 24 | Ayase-Nakano Stadium | Saitama Stadium                 | Asia        | Giappone (bandiera)       | Urawa Red Diamonds     |
| 25 | San Siro             | Giuseppe Meazza                 | Europa      | Italia (bandiera)         | Milan, Inter           |
| 26 | Artemio Franchi      | Artemio Franchi                 | Europa      | Italia (bandiera)         | Fiorentina             |
| 27 | Delle Alpi           | Delle Alpi                      | Europa      | Italia (bandiera)         | Juventus, Torino       |
| 28 | Stadio Olimpico      | Olimpico                        | Europa      | Italia (bandiera)         | Roma, Lazio            |
| 29 | Ennio Tardini        | Stadio Ennio Tardini            | Europa      | Italia (bandiera)         | Parma                  |
| 30 | Club House           | non esistente                   | ?           | ?                         | Campo d'allenamento    |

## Giocatori nelle copertine
Cristiano Ronaldo compare sulle copertine del gioco in tutto il mondo, insieme a uno o più calciatori secondo i Paesi:
- Per il Regno Unito, Michael Owen
- Per la Francia, Didier Drogba
- Per la Germania, Jan Schlaudraff
- Per l'Italia, Gianluigi Buffon
- Per l'Australia, Mark Viduka

## Critiche
Il videogioco alla sua uscita è stato fortemente criticato per la presenza di errori nel codice che portavano il gioco a rallentare durante alcune azioni, a non mostrare correttamente alcuni giocatori durante la modalità multiplayer (sbagliando di conseguenza numerosi passaggi ed impedendo di godere dell'esperienza di gioco) e per una grafica modesta rapportata alle potenzialità delle macchine gestite dal gioco. Konami al fine di venire incontro alle critiche il 28 novembre 2007 ha distribuito un aggiornamento per PlayStation 3 e Xbox 360 al fine di risolvere i principali bug del gioco; la ditta ha promesso comunque di continuare lo sviluppo del gioco al fine di eliminare anche i bug restanti.
Tuttavia le maggiori critiche sono state rivolte in merito al gioco multiplayer, defraudato della modalità 2 vs 2 e afflitto sin dal giorno di lancio da pesantissimi problemi di lag. A queste si sono aggiunte molte critiche sul gameplay che, a detta degli appassionati, è peggiorato rispetto a Pro Evolution Soccer 5 ed è sostanzialmente immutato rispetto a PES 6: sfruttando giocatori veloci come Cristiano Ronaldo e Kaká o potenti come Adriano è facile travolgere le difese avversarie anche al livello di difficoltà massimo.
Le licenze sono invece ormai un problema di vecchia data di PES: l'assenza di un torneo di prestigio come la Fußball-Bundesliga tedesca (a partire da PES 6 rappresentato dal solo Bayern Monaco nel Resto del mondo) anche nella versione non ufficiale è indubbiamente una grave pecca, nonostante le promesse degli sviluppatori fossero ben diverse (in sede di anteprima si parlava addirittura dei maggiori campionati europei ufficiali e l'aggiunta di molti campionati dell'est Europa in versione non ufficiale). In cambio, continua ad esserci la Serie A. Un'altra pecca indiscutibile è la telecronaca di bassissimo livello, eredità dei capitoli precedenti, sempre affidata al duo Marco Civoli (che viene annunciato con l'improponibile identità di tale Marco Meccia già apparsa in PES 5 e 6) e Mauro Sandreani.
Numerose controversie sono sorte in seguito al lancio ufficiale della versione per Nintendo Wii il 28 marzo 2008; anzitutto per il ritardo di oltre sei mesi con cui questa versione è stata presentata al pubblico rispetto alle altre ma anche per il sistema di gioco e per la mancanza dell'editor, la cui accuratezza è una grande particolarità della serie Pes: nella versione Wii infatti possono essere cambiati solo i nomi dei giocatori, nelle altre si può modificare completamente l'abilità tecnica di un giocatore, se ne può modificare il fisico e i tratti del volto con un dettaglio davvero ottimo se confrontato a quello di altri videogiochi.
Inoltre si possono cambiare le maglie di una squadra potendo addirittura utilizzare file jpeg importati o generati al momento tramite webcam (tuttavia anche su queste piattaforme l'editing è stato leggermente limitato rispetto alla versione precedente, come per gli emblemi o i colori della tifoseria). Oltre alla limitazione che questo porta ai giocatori a cui piace personalizzare il gioco, questa mancanza, unita al fatto che le squadre sono aggiornate al settembre 2007 costringe i giocatori a dover utilizzare formazioni vecchie di sei mesi (per fare un esempio in una squadra come il Catania mancano addirittura cinque giocatori che in quella stagione furono quasi sempre titolari) e non esiste modo di cambiare questo aspetto.